# Comercinho
Comercinho är en kommun i Brasilien.   Den ligger i delstaten Minas Gerais, i den östra delen av landet, 700 km öster om huvudstaden Brasília. Antalet invånare är 8 309.
Omgivningarna runt Comercinho är huvudsakligen savann. Runt Comercinho är det glesbefolkat, med 13 invånare per kvadratkilometer.